# پیرنه-اورینتال
شهرستان پیرنه-اُریانتال (به فرانسوی: Pyrénées-Orientales) در ناحیه لانگدوک روسیون در کشور فرانسه واقع شده‌است.

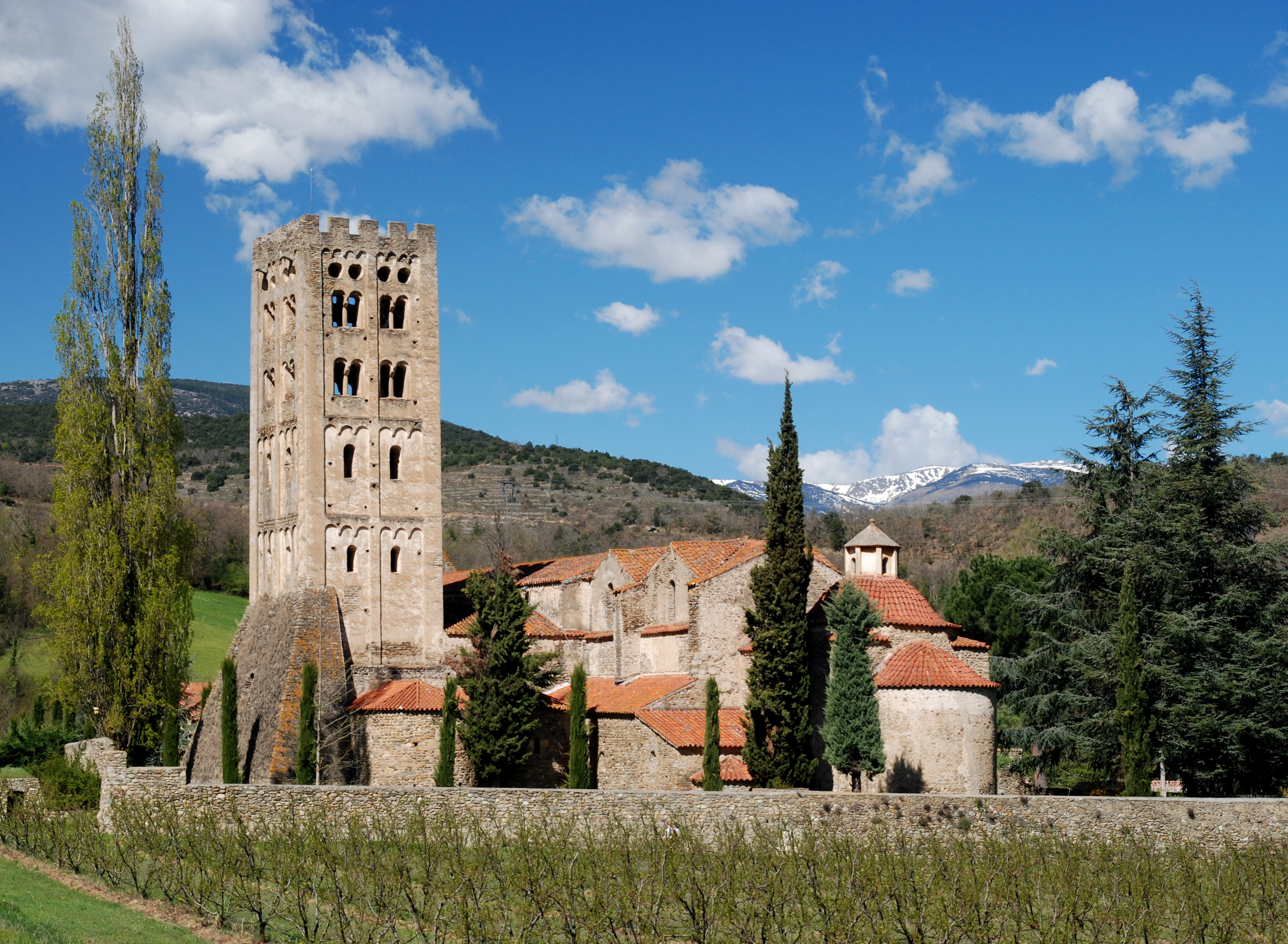
صومعهٔ سن میشل دو کوسا یک صومعهٔ بندیکتین واقع در قلمرو کمون کودالت، در بخش پیرنه-اورینتال در جنوب غربی فرانسه است. در ابتدا در سال ۸۴۰ تأسیس شد، پس از سیلی که ساختمان‌های اصلی را ویران کرد در سال ۸۷۸ در محل فعلی خود مرمت و دوباره بازگشایی شد. این یک مرکز فرهنگی مهم در سلطنت ابوت اولیبا بود. بخش‌هایی از مصالح ساختمانی صومعه قرن دوازدهم اکنون بخشی از موزه دکلویسترز در شهر نیویورک را تشکیل می‌دهد.

## جستارهای وابسته

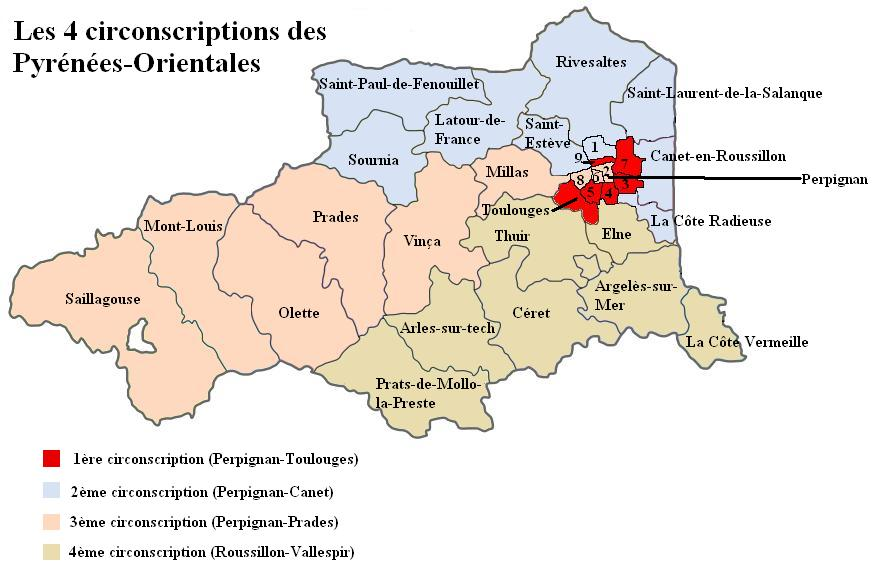

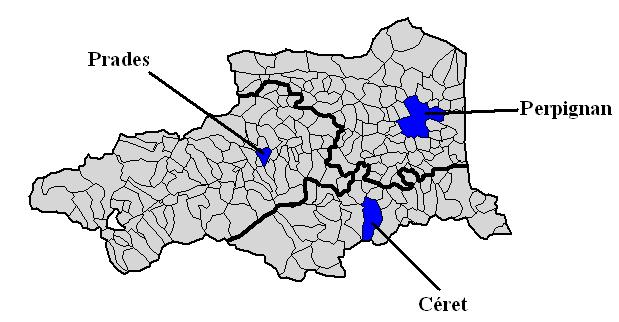